# Glenea numerifera
Glenea numerifera é uma espécie de escaravelho da família Cerambycidae. Foi descrita por James Thomson em 1865.  É conhecida a sua existência na Malásia, Bornéu e Sumatra.